# Barquilla (Villar de la Yegua)

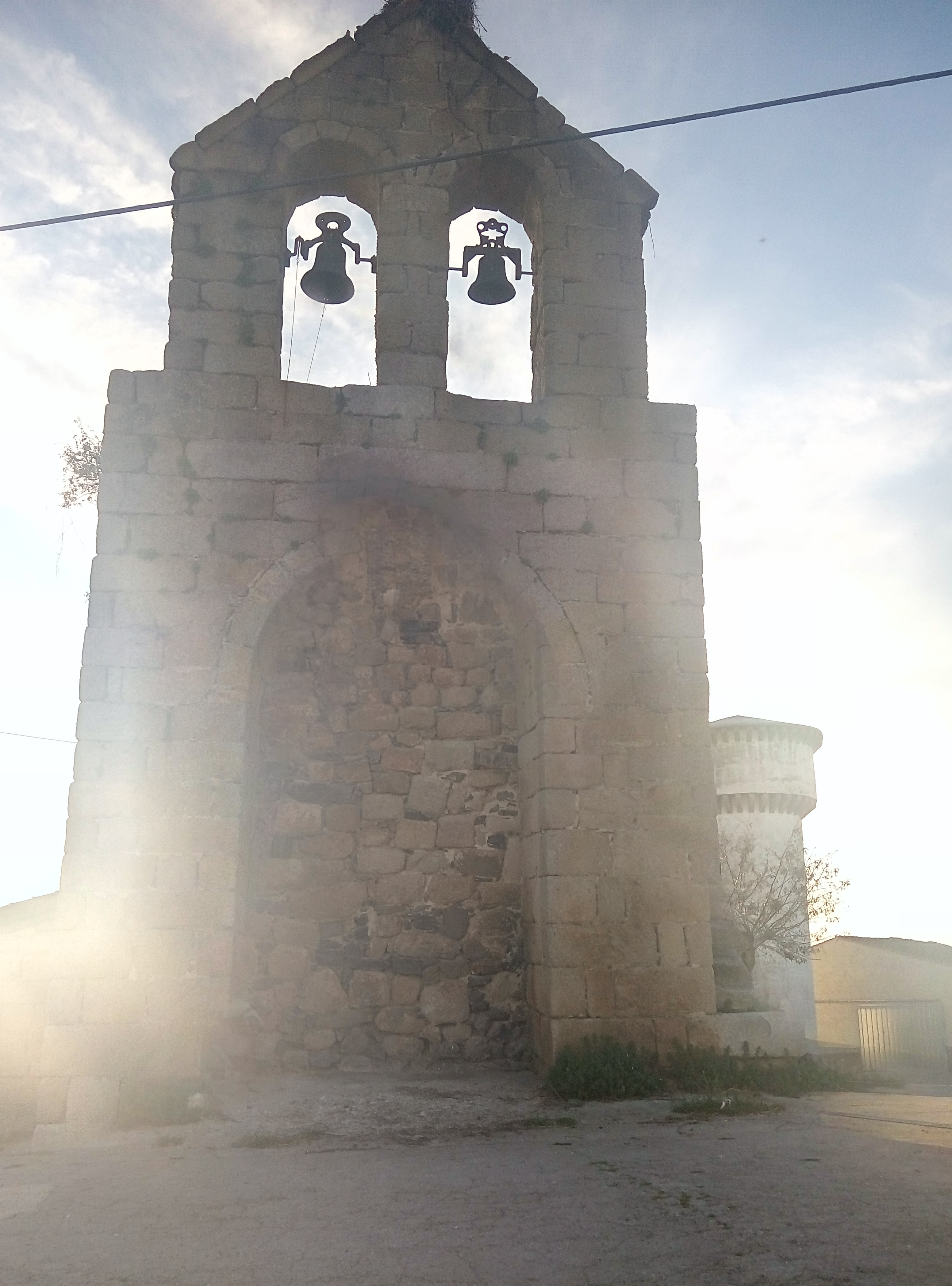
Portada que da al este de la iglesia, cegada.

Barquilla es una localidad del municipio de Villar de la Yegua, en la comarca del Campo de Argañán, provincia de Salamanca, comunidad autónoma de Castilla y León, España. 

## Geografía humana

### Demografía
| Gráfica de evolución demográfica de Barquilla entre 1842 y 1970 |
| |
| Población de derecho según los censos de población del INE Población de hecho según los censos de población del INEEntre el censo de 1857 y el anterior, crece el término del municipio porque incorpora a 375042 (Serranillo) Entre el censo de 1981 y el anterior, este municipio desaparece porque se agrupa en el municipio 37359 (Villar de Yegua) |

En 2017 contaba con una población de 45 habitantes, de los cuales 23 eran varones y 22 eran mujeres (INE 2017).
| Gráfica de evolución demográfica de Barquilla entre 2000 y 2017                          |
|                                                                                          |
| Fuente: Instituto Nacional de Estadística de España - Elaboración gráfica por Wikipedia. |

## Monumentos y lugares de interés
- Iglesia parroquial de Santa Columba